# Mostro (rapper)
Mostro, pseudonimo di Giorgio Ferrario (Roma, 16 luglio 1992), è un rapper italiano.

## Biografia

### Primi anni,La nave fantasma(2012-2014)
Fratello del comico Edoardo Ferrario, inizia a scrivere i suoi primi testi presso il liceo romano Mamiani. Nello stesso luogo fa amicizia con il rapper Lowlow.
Nel 2012 entra in studio insieme a Nick Sick e al suo produttore Yoshimitsu, che lo seguirà per diversi anni. I tre formano un gruppo chiamatosi Ill Movement, e nel settembre 2012 escono con il loro primo lavoro Tre stronzi mixtape, ottenendo un buon successo nel panorama underground. Successivamente Mostro firma un contratto con l'etichetta discografica indipendente Honiro Label, pubblicando l'album di debutto La nave fantasma; il disco, interamente prodotto da Yoshimitsu, ha visto le partecipazioni vocali di Lowlow, Sercho, Luca J e Skunk. Nello stesso anno, insieme a Lowlow, realizza e pubblica l'EP Scusate per il sangue, anch'esso con tutte le basi prodotte da Yoshimitsu. Il brano omonimo è stato successivamente certificato disco d'oro dalla FIMI. L'EP è stato promosso attraverso il Fight Music Tour, partito il 22 novembre 2014 da Roma.

### La serieThe IllesteOgni maledetto giorno(2015-2019)
Nel 2015 Mostro pubblica il mixtape The Illest Vol. 1, prodotto nuovamente da Yoshimitsu. Il 1º settembre 2017 è stata la volta del secondo album in studio Ogni maledetto giorno, prodotto dal duo Enemies (Yoshimitsu e Manusso) e anticipato da tre singoli: l'omonimo Ogni maledetto giorno, Strike e Niente di me. Il disco riscuote un buon successo in Italia, raggiungendo la vetta della Classifica FIMI Album. Il 26 aprile 2019 Mostro ha pubblicato il secondo mixtape The Illest Vol. 2, anticipato dai singoli Non voglio morire, Diavolo magro e Cani bastardi. Il disco ha debuttato al secondo posto nella Classifica FIMI Album.

### Sinceramente mostroeThe Illest Vol. 3(2020-presente)
Dal 24 gennaio 2020 è stato reso disponibile in radio e sulle piattaforme digitali il singolo La città, seguito dal 14 febbraio da Britney nel 2007 con Gemitaiz. I due brani hanno anticipato il terzo album Sinceramente mostro, uscito a sorpresa in digitale il 3 marzo e disponibile in fisico negli store dal 27 dello stesso mese. Dal 19 aprile 2020 l'artista avrebbe dovuto dare il via alla tournée The Warriors Tour ma a causa della pandemia di COVID-19 le quattro date sono state rinviate.
Il 25 marzo 2022, dopo 2 anni dall'ultimo album, fa uscire il singolo Da paura, che verrà seguito a sua volta da altri due singoli, Bottiglie rotte (con Emis Killa e Gemitaiz), uscito il 18 novembre 2022, e Underrated, uscito il 18 gennaio 2023. Questi tre singoli hanno anticipato la pubblicazione del mixtape The Illest Vol. 3, uscito il 27 gennaio 2023 La pubblicazione rappresenta inoltre la prima uscita attraverso la Epic Records, di proprietà della Sony Music. Il mixtape verrà promosso dall'Ill Tour 2023, che avrà luogo nel maggio dello stesso anno.
Il 2 maggio pubblica il suo nono album “Metallo e Carne”, anticipato dal singolo “Questo buio” uscito l'11 aprile. Nel mese di ottobre segue un tour con diverse tappe lungo tutto lo Stivale.

## Discografia

### Da solista
Album in studio
- 2014 – La nave fantasma
- 2017 – Ogni maledetto giorno
- 2020 – Sinceramente mostro
- 2025 – Metallo e carne

Mixtape
- 2015 – The Illest Vol. 1
- 2019 – The Illest Vol. 2
- 2023 – The Illest Vol. 3

EP
- 2014 – Scusate per il sangue (con Lowlow)

Singoli
- 2014 – L'origine del male (con Lowlow)
- 2017 – Ogni maledetto giorno
- 2017 – Strike
- 2017 – Niente di me
- 2017 – Poison
- 2018 – Madafucka
- 2018 – E fumo ancora
- 2018 – Non voglio morire
- 2019 – Diavolo magro
- 2019 – Cani bastardi
- 2020 – La città
- 2020 – Britney nel 2007 (feat. Gemitaiz)
- 2020 – La belva
- 2022 – Da paura
- 2022 – Bottiglie rotte (feat. Emis Killa e Gemitaiz)
- 2023 – Underrated
- 2024 – La novità (Cor Veleno feat. Mostro)
- 2024 – Andare via (feat. Shari)
- 2025 – Questo buio
- 2025 - È crazy (feat. MadMan)

### Con gli Ill Movement
- 2012 – Tre stronzi Mixtape